# シャウォート
シャウォート(Szałot)は、シレジア風サラダ。
皮ごと茹でて角切りにしたジャガイモ、固ゆで卵、キュウリのピクルス、タマネギに塩漬けニシンのフィレ、ソーセージ、スライスして揚げた燻製ベーコンなどを加えて作られる。調味料としてはマスタード、食塩、黒胡椒が使用される。パンと共に供される。
2006年8月21日、「シレジア風シャウォート（ニシンのサラダ）」は、農業・農村開発省による地域的伝統的食品の「シレジア県の調理済み料理」部門のリストに入れられた。公式の書面によれば、このサラダには茹でたジャガイモ、キュウリのピクルス、タマネギ（薄切り）、塩漬けニシンおよび揚げた燻製ベーコンなどが使われている。このサラダは「スパイシーでニシンの風味が強く、後味には燻製ベーコンの風味が際立」っている。シレジアのシャウォートは祝祭の食事としても振る舞われるが、日々のメニューとしても食されている。注：「シレジアのシャウォート」は、オボーレ県の調理済み料理と食事のカテゴリーの伝統製品リストに記載されているサラダ「カルトッフェルサラト]としても知られている。

## その他のシャウォート
エルジュビエタ・ワボンスカは著書の『Śląska kucharkadoskonale』（シレジアの完璧な料理本）の中で、ニシンのシャウォート（サラダ）の他に、「白キャベツのシャウォート」（茹でたキャベツ、カリカリに焼いたベーコン、玉ねぎを使った温かいまたは冷たい料理で、ジャガイモは含まれない）、 「燻製ベーコンとピクルス入りのジャガイモのシャウォート」（茹でたジャガイモ、ピクルス、溶かした燻製ベーコン、ベーコンのカリカリ、玉ねぎを使ったサラダ）、および「豆のシャウォーット」を挙げている。
マレク・ショウティセックは4種類のシャウォート（サラダ）を挙げており、その中には非常に人気のあるマヨネーズを使ったシャウォート、つまりジャガイモと野菜のサラダがある。これには、ジャガイモ、ニンジン、セロリ、パセリ、ピクルス、缶詰のグリーンピース、マヨネーズ、そして時には茹で卵が含まれている。

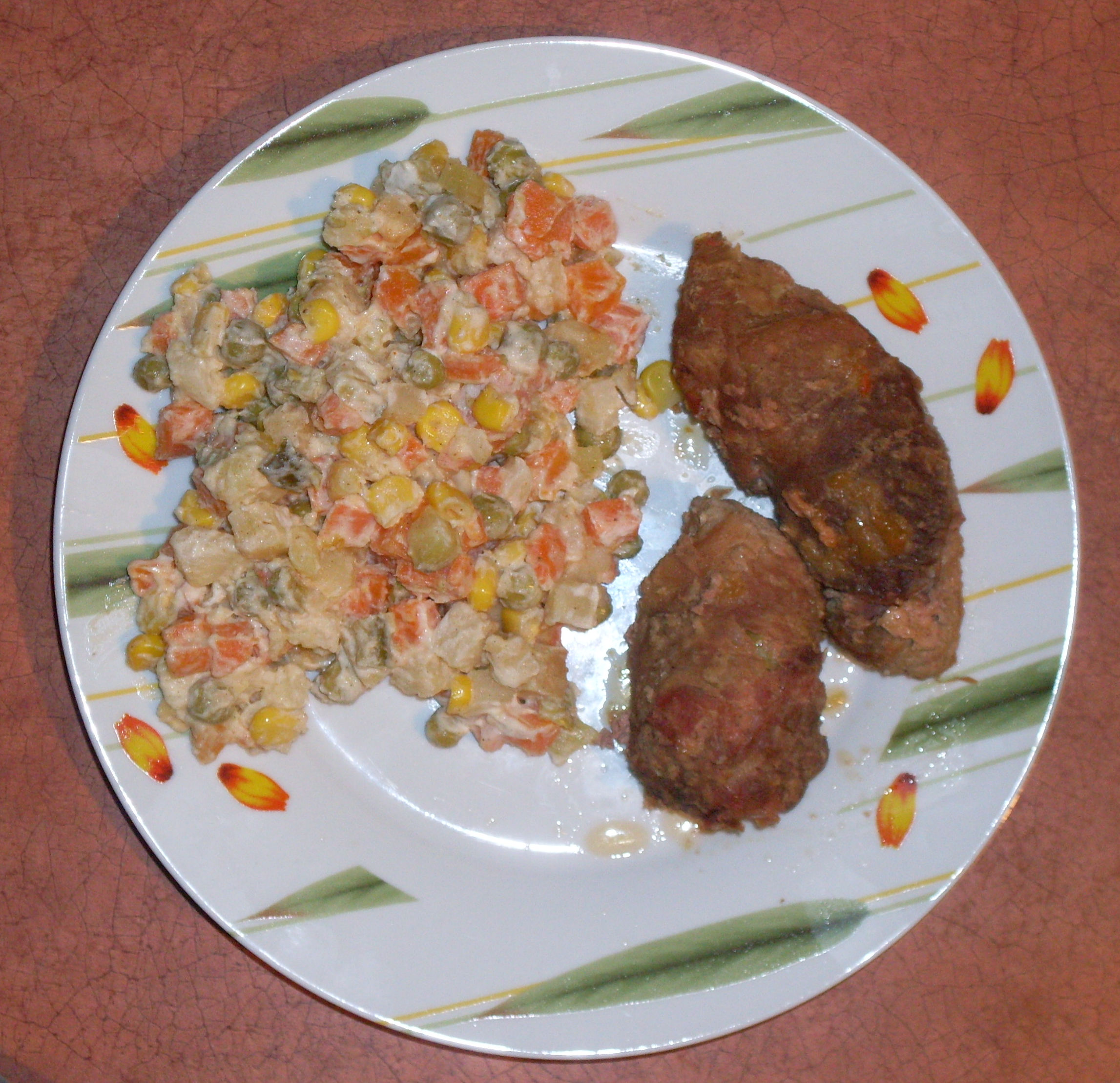
ルーラーデンに添えられたシャウォート